# Дулчени (Телеорман)
Дулчени (рум. Dulceni) насеље је у Румунији у округу Телеорман у општини Тројанул. Oпштина се налази на надморској висини од 77 m.

## Становништво
Према подацима из 2002. године у насељу је живело 110 становника, од којих су сви румунске националности.